# 王祐 (宋朝)
王祐，又名王祜，字景叔，大名府莘县（今山东莘县）人，北宋政治人物。

## 生平
后晋天福年间，以文章闻名京师。后汉初年，曾经劝杜重威不要造反，杜重威不听，被贬为辽州司户参军。在后周，历任魏县令、南乐县令。北宋建立后，拜为监察御史。由魏县改知光州，转任殿中侍御史。乾德三年，知制诰。乾德六年，加集贤院修撰，转户部员外郎。宋太祖征太原，王祐知潞州，运输军饷没有缺漏，路亦无塞，班师，召还。他取代符彦卿为魏博节度使，辩明符彦卿无罪。改知襄州，平定荆南、湖南后，改知潭州。入朝，摄判吏部铨。王祐判门下省，曾经力拒卢多逊害赵普之谋，卢多逊出王祐为镇国军行军司马。太平兴国初年，改知河中府。入为左司员外郎，拜中书舍人，充史馆修撰。历任知开封府、兵部侍郎。去世时六十四岁。其子王懿、王旦、王旭。